# Regeringsformatie
Een regeringsformatie is het proces in een parlementaire democratie waarin na de verkiezingen en het samenkomen van het parlement in een nieuwe samenstelling, er een nieuwe regering wordt gevormd, gebaseerd op deze nieuwe samenstelling. Dit doet zich doorgaans alleen voor in systemen met een evenredige vertegenwoordiging, als geen van de partijen in het parlement een absolute meerderheid heeft gehaald. In dat geval zijn er twee of meerdere partijen nodig heeft om stemmingen in het parlement te kunnen winnen, en dus om te kunnen regeren op stabiele wijze, met een meerderheidsregering. Deze partijen vormen dan gezamenlijk een coalitieregering. 
Gedurende de formatie bespreken de partijen de verdeling van de ministeries en de personele bezetting ervan, en het beleid van de coalitieregering gedurende de regeringstermijn. Er zijn een aantal factoren die de formatie van een regering beïnvloeden. Om te beginnen is het makkelijker om een regering te formeren als de partijen die aan de formatiegesprekken deelnemen ideologisch gezien dicht bij elkaar staan. Partijen die zich in het politieke spectrum in het midden bevinden, hebben meer mogelijkheden om van een regering deel uit te maken, dan partijen aan een van de uiteinden van het spectrum. Daardoor hebben deze partijen relatief meer invloed in de besprekingen, en een grotere kans deel uit te maken van de toekomstige regering. 
Als partijen zich voor de verkiezingen uitspreken voor een voorkeur voor een bepaalde coalitie, kan dat een grote invloed hebben op de uitkomst van de verkiezingen. Over het algemeen heeft de partij die als grootste uit de verkiezingen is gekomen de grootste kans om deel uit te maken van de nieuwe regering. Doorgaans levert deze partij dan ook de premier of minister-president. De verdeling van ministersposten tussen de verschillende partijen in de coalitie is vaak proportioneel aan de verhouding in zetelaantallen in het parlement. Bij die verdeling kunnen ideologische voorkeuren in het spel komen. Zo kan een socialistische partij een voorkeur hebben de minister van werkgelegenheid of sociale zaken te leveren, en een groene partij de minister van milieu zaken. Ook kunnen persoonlijk carrièredoelen van mogelijke ministers een rol spelen. 
In de meeste systemen wordt de formatie geleid door een formateur. Dat is meestal de persoon die daarna de functie van regeringsleider op zich neemt. 
Een regeringsformatie is, wat de inhoud en het beleid betreft, rond bij het sluiten van een regeerakkoord tussen de partijen.